# William Hodges Mann

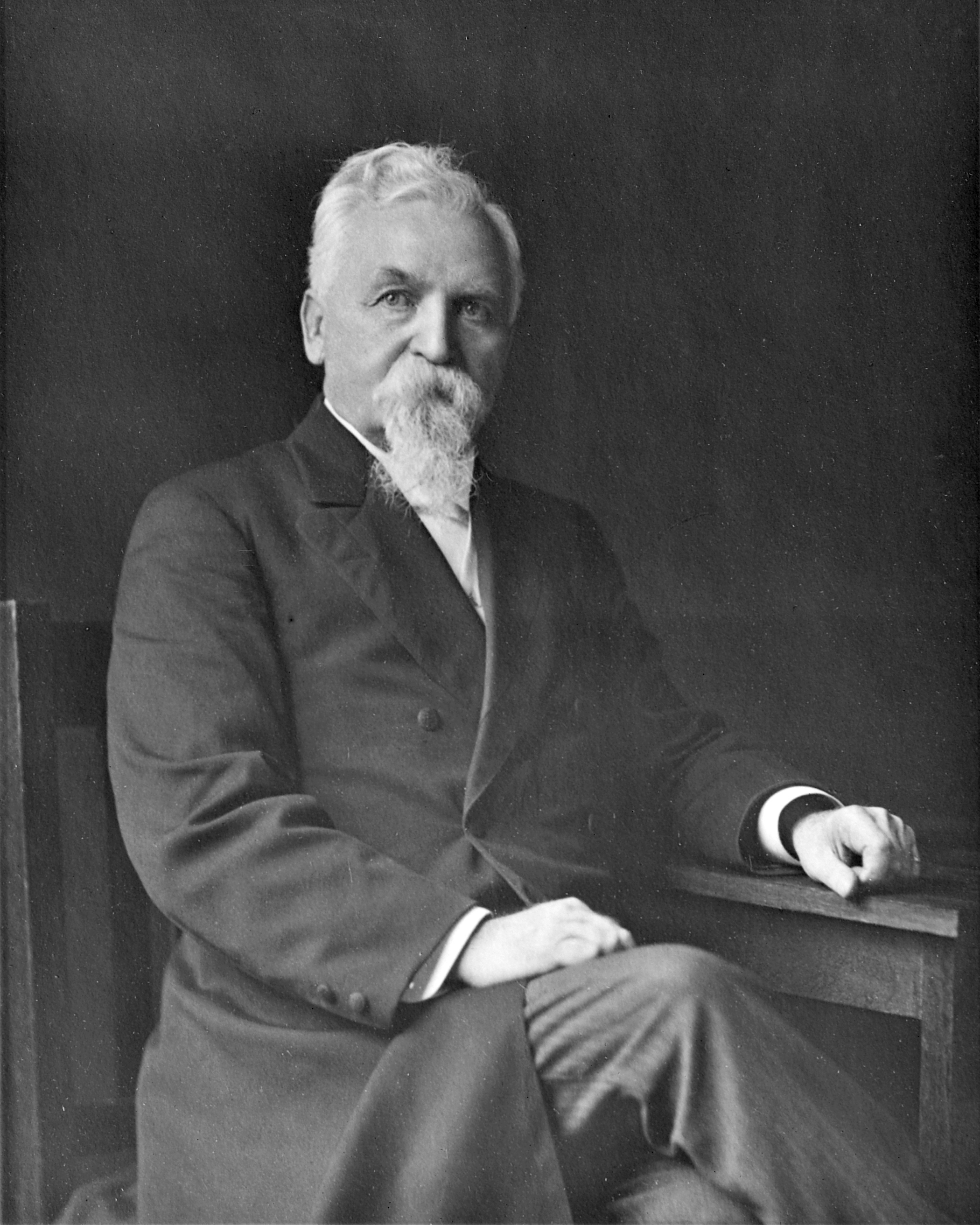
William Hodges Mann, um 1914

William Hodges Mann (* 30. Juli 1843 in Williamsburg, Virginia; † 12. Dezember 1927 in Petersburg, Virginia) war ein US-amerikanischer Politiker und von 1910 bis 1914 Gouverneur des Bundesstaates Virginia.

## Frühe Jahre und politischer Aufstieg
William Mann besuchte die Brownsburg Academy und wurde anschließend beim Nottoway County als Deputy Clerk angestellt. Während des Bürgerkriegs kämpfte er in der Armee der Konföderierten Staaten. Dabei wurde er mehrfach verwundet.
Nach dem Krieg wurde er zunächst Rechtsanwalt und dann Richter im Nottoway County. Dieses Amt übte er zwischen 1870 und 1892 aus. Er schloss sich der Demokratischen Partei an. Zwischen 1899 und 1910 war er mit Unterbrechungen Mitglied des Senats von Virginia. Dabei war er für den sogenannten „Mann Act“ verantwortlich, nach dem über 800 Bars in Virginia geschlossen wurden, weil die nötige Polizeiaufsicht nicht vorhanden war.

## Gouverneur von Virginia
Im Jahr 1910 wurde William Mann zum neuen Gouverneur seines Staates gewählt. Er trat das Amt am 10. Februar dieses Jahres an und übte es bis zum 1. Februar 1914 aus. Er war der letzte Gouverneur von Virginia, der noch als Soldat der Konföderation im Bürgerkrieg gekämpft hatte. Als Gouverneur setzte sich Mann für ein Prohibitionsgesetz für den ganzen Staat Virginia ein, das aber knapp im Staatssenat scheiterte.

## Weiterer Lebenslauf
Nach dem Ende seiner Gouverneurszeit wurde Mann Präsident der Citizen’s Bank at Blackstone und der Bank of Crewe. Er war zweimal verheiratet und hatte insgesamt zwei Kinder. William Mann starb am 12. Dezember 1927.